# Teatro Manzanillo
El Teatro Manzanillo és un teatre de la ciutat de Manzanillo, (Cuba). Els plans es van dissenyar el 1847 i va obrir el 14 de setembre de 1856. El 1936 va ser remodelat i se'n va modernitzar la maquinària. El teatre va tancar les portes a la primeria dels anys 70 del segle xx. El 1989  comencen les feines de restauració i modernització que es van acabar l'any 2002.